# Stazione di Chikugo-Funagoya
La stazione di Chikugo-Funagoya (筑後船小屋駅?, Chikugo-Funagoya-eki) è una stazione ferroviaria di Chikugo, città della prefettura di Fukuoka percorsa dalla linea ad alta velocità del Kyūshū Shinkansen e dalla linea principale Kagoshima.

## Linee

### Treni
- JR Kyushu
  - Kyūshū Shinkansen
  - Linea principale Kagoshima